# Sean Rogerson
Sean Rogerson (Alberta, 30 settembre 1977) è un attore canadese.
È noto per aver interpretato Lance Preston nei film horror ESP - Fenomeni paranormali ed ESP² - Fenomeni paranormali.

## Biografia
Sean Rogerson nasce a Edmonton Alberta, Canada, diplomandosi presso la scuola superiore di Sherwood Park. Dopo aver risposto ad un annuncio su un giornale locale, che offriva delle lezioni di recitazione, nel 2000 decise di trasferirsi a Vancouver dove assunse un agente e iniziò a lavorare nell'ambito dei commercial, mentre allo stesso tempo, continuava a studiare assieme a grandi insegnanti di recitazione come Brenda Crichlow, Gina Charreli, Larry Moss (l'insegnante di Hilary Swank in Million Dollar Baby e Boys Don't Cry) e Matthew Harrison.
Alcuni anni dopo, ha ottenuto i suoi primi ruoli da coprotagonista nelle serie della Fox Tru Calling, Supernatural, Fringe, Smallville e The Dead Zone. Successivamente, è apparso nelle serie di USA Networks, Fairly Legal, The Collector, Bloodties, Psych e Stargate Atlantis.  Rogerson è stato inoltre interprete di film come A Daughter's Conviction e Underworld Evolution.
La sua ultima apparizione è nel film d'azione Ancora 12 Rounds dove veste i panni di Joel Booth, un agente di polizia.

## Filmografia

### Cinema
- Underworld: Evolution, regia di Len Wiseman (2006)
- ESP - Fenomeni paranormali (Grave Encounters), regia di The Vicious Brothers (2011)
- ESP² - Fenomeni paranormali (Grave Encounters 2), regia di John Poliquin (2012)
- Ancora 12 Rounds (12 Rounds 2: Reloaded), regia di Roel Reiné (2013)

### Televisione
- Tru Calling - serie TV, 1 episodio (2004)
- The Collector - serie TV (2005)
- The Dead Zone - serie TV, 1 episodio (2005)
- Stargate Atlantis - serie TV, 1 episodio (2007)
- Supernatural - serie TV, 2 episodi (2007)
- Blood Ties - serie TV, 1 episodio (2007)
- Harper's Island - serie TV, 6 episodi (2009)
- Smallville - serie TV, 1 episodio (2010)
- Psych - serie TV, 1 episodio (2010)
- Fringe - serie TV, 2 episodi (2010)
- Fairly Legal - serie TV, 1 episodio (2011)
- Sanctuary - serie TV, 1 episodio (2011)
- Case e misteri - Perizia mortale (Deadly Deed: A Fixer Upper Mystery), regia di Mark Jean – film TV (2018)

## Doppiatori italiani
- Sacha De Toni in Harper's Island
- Guido Di Naccio in Smallville
- Massimo De Ambrosis in ESP - Fenomeni paranormali
- Gianluca Machelli in ESP² - Fenomeni paranormali
- Andrea Lavagnino in Supernatural (ep.7x09)
- Paolo De Santis in Ancora 12 Rounds